# Ушаково (Белгородская область)
Ушаково — село, в составе Шеинского муниципального сельского поселения Корочанского района Белгородской области Российской Федерации. Одно из самых старинных селений Белгородщины, основанных служилыми людьми в XVII в.

## География
Село Ушаково расположено на реке Корень, правом притоке реки Нежеголь бассейна Северского Донца, к северо-востоку от областного центра — Белгорода, расстояние по дороге составляет 43.2 км. Ближайшие населённые пункты: Шеино, Никольское, Мелихово, Алексеевка.

## Население
| 2002 | 2010 |
| ---- | ---- |
| 74   | ↘46  |

## История
В Московском государстве
В письменных источниках деревня Ушакова Белгородского уезда  впервые упоминается в 1626 году. По сведениям Писцовой книг 1646 года, значится: «Коренского стана — село Ушаково, что прежде была деревня Ушакова, на реке на Кореню. В селе помещики: Назар Еремин, <…> Наум Бородатов, Сава Логвинов, Яков Орканов, Василей Выродов, Данила Выродов …» и другие..
Первопоселенцы села — служилые люди Белгородской черты, «испомещённые землёй», причисленные к сословию однодворцев, людей, имевших право личного землевладения и владения крестьянами и считались «лично свободными»; позднее, они были переведены особое сословие российского крестьянства — «государственные крестьяне».
В Российской империи
По сведениям 1862 года, опубликованным Центральным статистическим комитетом Министерства внутренних дел: — Ушаково, село казённое, при реке Корень; Расстояние от уездного центра 30 вёрст, от становой квартиры 18; количество дворов — 58, число жителей — 695 чел., из них 375 муж. пола, 320 жен. пола. Православная церковь — 1".
В СССР
При советской власти, c июля 1928 г. село Ушаково — в составе Шеинского Cельcкого совета народных депутатов Белгородского района. Согласно статистическим данным на 1 января 1932 г. численность населения в Ушакове — 1393 чел. жителя.
По сведениям Переписи населения 1979 года — 295 человек жителей, 1989 г. — 144 чел., 1997 г. — 86 чел., в 2008 г. — 54 чел. жителя.

## Православная церковь
Согласно историческому документу 1646 года в селении действует православная церковь: храм во имя Святителя и Чудотворца Николая (Николаевская церковь). В 1880 году на средства прихожан, вместо обветшавшего деревянного храма, была построена новая каменная (из кирпича) Николаевская церковь.
При проведении антирелигиозной политики советской властью, в 1930-е годы церковь была закрыта, храм остался без священника и прихожан, и в дальнейшем разрушен, ныне — учтён в числе «утраченных храмов Корочанского района». Метрические книги Николаевской церкви Белгородской епархии хранятся в Государственном архиве Белгородской области.